# Paul Simson
Paul Simson (ur. 5 lutego 1869 w Elblągu, zm. 6 stycznia 1917 w Gdańsku) – gdański pedagog i historyk.

## Życiorys
Pochodził z rodziny żydowskiego kupca. Studiował na uniwersytetach w Heidelbergu, Królewcu oraz w Berlinie. W 1891 roku uzyskał tytuł doktora.
W 1895 roku powrócił do Gdańska, gdzie uczył geografii, historii, języka niemieckiego i łaciny oraz poświęcił się badaniem dziejów miasta. Jest autorem „Historii Gdańska”, opracowań dotyczących gdańskich wilkierzy oraz publikacji dotyczących dziejów gdańskich budowli (np. Dworu Artusa). Rozpoczął także pisanie zaplanowanej na cztery tomy „Historii miasta Gdańska” (przed śmiercią ukończył dwa tomy).
Był przewodniczącym Towarzystwa Ochrony i Opieki nad Zabytkami Budownictwa i Sztuki oraz w latach 1907–1914 miejskim radnym.
Zmarł na atak serca, został pochowany na cmentarzu żydowskim na Chełmie.